# Білобородько Іван Іванович
Білобородько Іван Іванович (29.07.88, Прилуцький повіт,Полтавської губернії — помер після 24.04.1950) — український військовик; старший гідротехнік управління землеробства Туркестанського краю (1914—1916). Військове звання— поручник Армії УНР.
Нагороджений Хрестом Симона Петлюри (24.04.1950).
Відповідно до українського законодавства є борцем за незалежність України у ХХ столітті.

## Біографія
Іван  Білобородько народився в сім’ї Білобородьків. Івана та Килини (з Калиніченків). Закінчив 4 класи Ташкентської гімназії та землемірно-меліоративні курси при гідротехнічній школі (Ташкент, 1914). Іван  Білобородько в “Curriculum vitae” написаної в травні 1922 року писав
“У 1916 році був мобілізований до армії, в якому перебуваю до цього часу”.
Перебував у таборі м. Каліша. Довідку про його громадянство УНР та освіту видав “штаб 2-ї дієвої артилерійської бригади” 2-ї Волинської стрілецької дивізії. У проханні прийняти до УГА, очевидно, відмовлено через брак документів про освіту.
Подальша доля невідома.